# Fairchild Aircraft

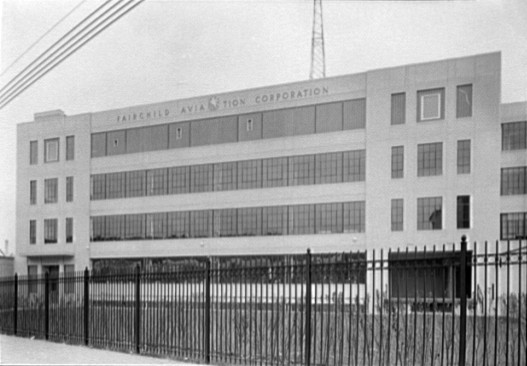
La fábrica de Jamaica (Nueva York) en 1941.

Fairchild fue una empresa estadounidense fabricante de aeronaves y sistemas espaciales, cuya sede central se ha trasladado varias veces entre Farmingdale (Nueva York), Hagerstown (Maryland) y San Antonio (Texas).

## Historia
La compañía fue fundada por Sherman Fairchild en 1929 como Fairchild Aviation Corporation, con base en Farmingdale y East Farmingdale, Nueva York. La empresa fabricó el primer avión estadounidense que incluía una cabina totalmente estanca y un tren de aterrizaje hidráulico: el Fairchild FC-1. En algún momento la empresa pasa a denominarse Fairchild Aircraft Manufacturing Company. Entre 1920 y 1950 se establece en Longueuil (Quebec, Canadá) la empresa Fairchild Aircraft Ltd, siendo una empresa subsidiaria de la matriz estadounidense. En 1929 Sherman Fairchild adquirió la mayoría de las acciones de la empresa Kreider-Reisner Aircraft Company de Hagerstown, Maryland. Fairchild se trasladó a Hagerstown en 1931.
Durante la Segunda Guerra Mundial, Fairchild fabricó el PT-19/PT-23/PT-26 (Cornell), entrenadores AT-21, el transporte C-82 Packet y misiles. 
Tras la contienda se desarrolló el C-119 Flying Boxcar a partir del C-82 Packet. Se llegaron a fabricar 1.100 unidades entre 1947 y 1955 tanto para la USAF como otros operadores (incluyendo la Real Fuerza Aérea Canadiense). Una vez retirado del servicio algunas unidades se convirtieron en aviones contraincendios.

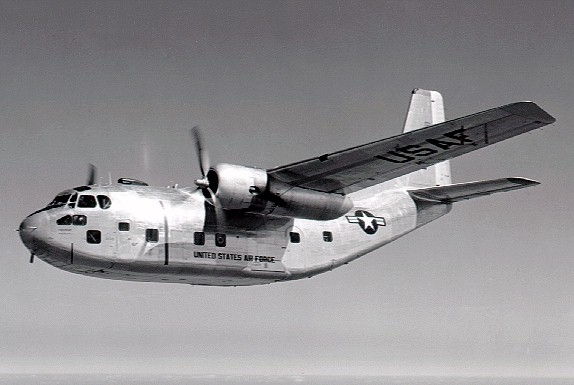
Fairchild C-123 Provider

En 1949 la Fairchild Engine and Airplane Corporation (con base en Hagerstown) empezó a trabajar en el transporte C-123 Provider el cual entra en servicio en 1955. En 1956 la empresa adquiere los derechos sobre el Fokker F27, produciendo 206 unidades denominadas Fairchild F-27 y desarrollando una versión denominada Fairchild FH-27. Durante los años 50, Fairchild fue un subcontratista de Boeing para paneles de alas y secciones de fuselaje del B-52. Posteriormente fabricarían secciones de cola del F-4 Phantom, colas del F-14 Tomcat y estabilizadores de las lanzaderas espaciales. Su asociación con Boeing duró hasta los años 80 construyendo superficies de control de los 747 y 757.

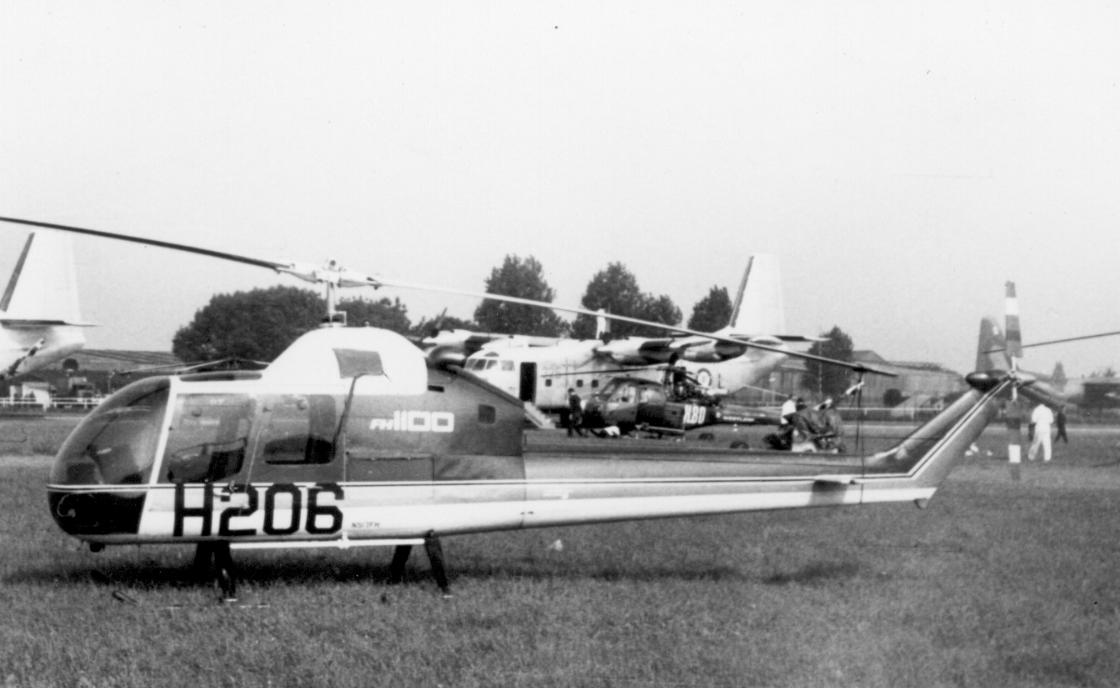
Fairchild-Hiller FH1100 en el Salón Internacional de Le Bouget de 1967.

En 1964 Fairchild adquirió Hiller Aircraft, cambiando su denominación a Fairchild Hiller produciendo el FH-1100, hasta que en 1973 la sección de helicópteros fue revendida a Stanley Hiller. En 1965 la empresa compra Republic Aviation Company.
En 1972, una aeronave FH-27,  adquirido por la Fuerza Aérea Uruguaya, se estrelló en Los Andes con cuarenta y cinco pasajeros a bordo, luego de 72 días, fueron localizados 16 supervivientes, dando origen a la gesta de "Supervivientes de los Andes".

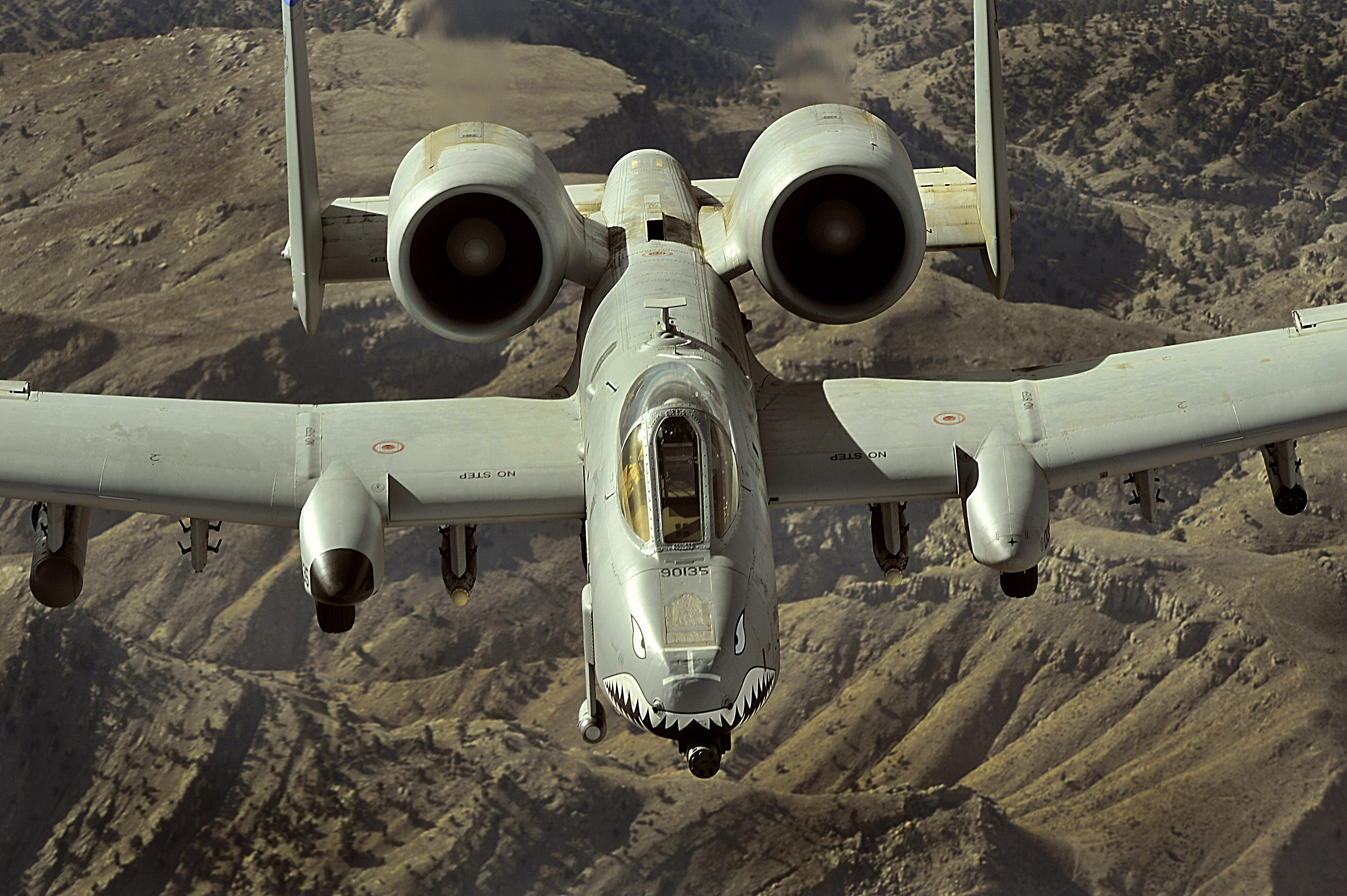
Fairchild-Republic A-10 Thunderbolt II.

Tras la muerte de su fundador, Fairchild cambia su denominación a Fairchild Industries en 1971. Se adquiere Swearinger y produce el Fairchild Swearingen Metroliner (con denominación militar C26 Metroliner y UC-26 Metroliner). Durante 1971 y 1972 la compañía desarrolló lo que se convertiría en el Fairchild-Republic A-10 Thunderbolt II tras desbancar a su rival: el Northrop YA-9.
La compañía desarrolló el entrenador T-46 para sustituir a los añosos Cessna T-37 Tweet, pero no fue aceptado por la Fuerza Aérea por problemas de rendimiento.

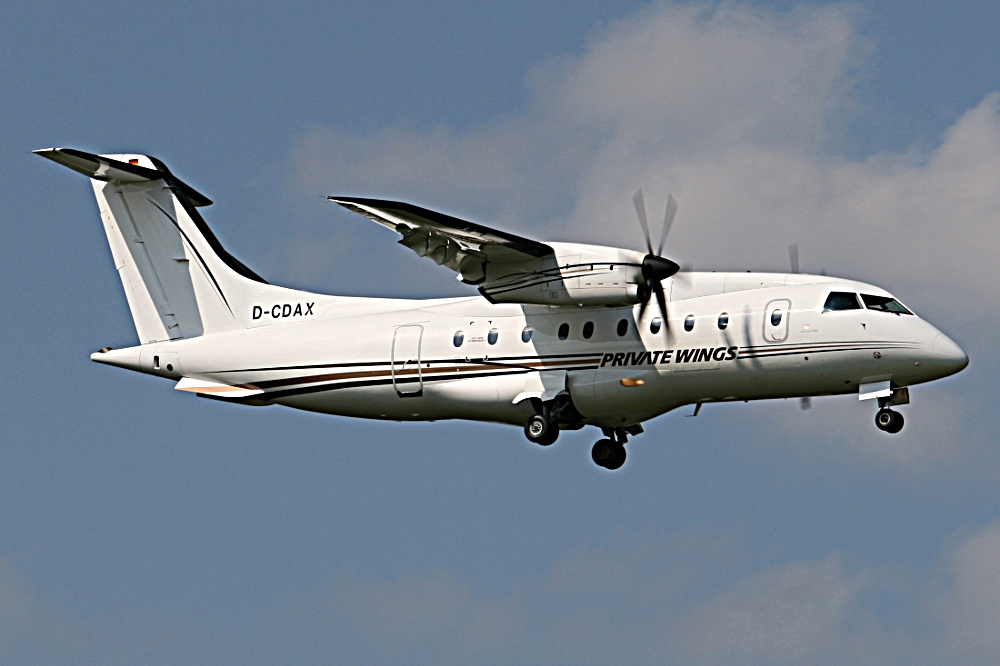
Dornier 328.

En 1996 la compañía toma el control de la sección civil de Dornier cambiando su nombre a Fairchild Dornier. La nueva compañía empezó la fabricación del Dornier 328 en 1998 bajo licencia de DASA.
En diciembre de 1999 Fairchild Aerospace Corporation fue comprada por la aseguradora alemana Allianz A. G. y el grupo inversor estadounidense Clayton, Dubilier & Rice por 1,2 millardos de dólares.
Entre los años 2002 y 2003 la empresa fue absorbida por M7 Aerospace.